# Selkirk, el verdadero Robinson Crusoe
Selkirk, el verdadero Robinson Crusoe é um filme de animação uruguaio-argentino-chileno, realizado e escrito por Walter Tournier em colaboração com Mario Jacob e Enrique Cortés.

## Argumento
O piloto da Esperança, um galeão inglês que navega pelos mares do sul em busca do tesouro, é um pirata rebelde e egoísta chamado Selkirk, que através das apostas feitas acaba ganhando as economias de seus companheiros e também a inimizade da tripulação e do capitão Bullock, que decide abandoná-lo em uma ilha deserta.

## Elenco
- Ariel Cister como Selkirk
- Mariano Chiesa como Bullock/Lordy
- Karin Zabala como Pupugertrudis
- Gabriel Rovito como Bruck
- Pablo Gandolfo como Robin
- Gustavo Dardés como Hank
- Mario De Candia como Willy
- Diego Brizzi como Financista/Duke-Titi
- René Sagastume como Financista/Paultrona
- Omar Aranda como Piloto alternativo